# محاسبات نرم

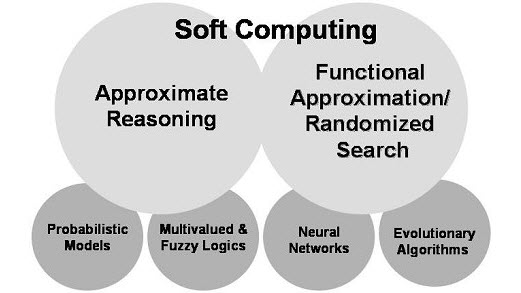
شماتیکی از محاسبات نرم

محاسبات نرم (به انگلیسی: soft computing) به مجموعه‌ای از شیوه‌های جدید محاسباتی در علوم رایانه، هوش مصنوعی، یادگیری ماشینی و بسیاری از زمینه‌های کاربردی دیگر گفته می‌شود. در تمامی این زمینه‌ها به مطالعه، مدل‌سازی و آنالیز پدیده‌های بسیار پیچیده‌ای نیاز است که شیوه‌های علمی دقیق در گذشته، در حل آسان، تحلیلی، و کامل آنها موفق نبوده‌اند.

## نکته‌ها و چرایی‌های فلسفی
مقالهٔ اصلی: فلسفهٔ محاسبات نرم
در مقایسه با تدابیر علمی نرم، روش‌های علمی به‌کاررفته در سده‌های پیشین، تنها از عهدهٔ مدل‌سازی و آنالیز سامانه‌های نسبتاً ساده در مکانیک، فیزیک، و برخی از زمینه‌های کاربردی و مهندسی برآمده‌اند. مسائل پیچیده‌تری همچون سامانه‌های وابسته به علوم زیست‌شناسی و پزشکی، علوم اجتماعی، علوم انسانی، علوم مدیریت و نظایر آنها بیرون از قلمرو اصلی و توفیق‌آفرین روش‌های ریاضی و تحلیلی دقیق باقی مانده‌بودند. شایان ذکر است که خصایص سادگی و پیچیدگی اموری هستند نسبی، و به‌طور یقین، اغلب مدل‌سازی‌های ریاضی و علمی موفق در گذشته هم، به مفهوم مطلق کلام، بسیار پراهمیت و پیچیده بوده‌اند.
محاسبات نرم با تقبل نادقیق بودن و با محور قراردادن ذهن انسان به‌پیش می‌رود. اصل هدایت‌کنندهٔ محاسبات نرم بهره‌برداری از خاصیت عدم دقیق‌بودن به منظور مهارکردن مسئله و پایین‌آوردن هزینهٔ راه‌حل است.
محاسبات نرم را می‌شود حاصل تلاش‌های جدید علمی دانست که مدل‌سازی، تحلیل، و در نهایت کنترل سیستم‌های پیچیده را با سهولت و موفقیت زیادتری امکان‌پذیر می‌سازد. به عنوان مهم‌ترین شاخه‌های این محاسبات، باید منطق فازی، شبکه‌های عصبی مصنوعی، و الگوریتم ژنتیک را نام برد.
برخلاف شیوه‌های محاسباتی سخت که تمامی همت و توان خود را به دقیق‌بودن، و "در جهتِ مدل نمودنِ کاملِ حقیقت"، معطوف می‌دارند، روش‌های نرم، براساس تحمل نادقیق‌نگری‌ها، حقایق جزئی و ناکامل، و فقدان اطمینان، استوار گردیده‌اند. درک هرچه روشن‌تر از چرایی، چگونگی، و نیز فلسفهٔ این‌گونه محاسباتِ جدید است که افق‌های جدید در علوم پیچیدهٔ آینده را روشن می‌سازد.
یکی از بزرگ‌ترین زمینه‌های کاربرد محاسبات نرم در ایجاد و گسترش وب معنی‌گرا خواهد بود.
محاسبات نرم در مقایسه با محاسبات سخت به زبان سادهٔ علمی، روش‌های سخت، برآمده از طبیعت و نحوهٔ رفتار ماشین است؛ ولی، در مقابل، شیوه‌های نرم، به انسان و تدابیر اتخاذشده از سوی ذهن او به‌منظور حل‌وفصلِ مسائل، اختصاص پیدا می‌کند.